# هانا شيزمان
هانا شيزمان (بالإنجليزية: Hannah Cheesman)‏ (من مواليد 6 أكتوبر 1984) هي ممثلة ومخرجة أفلام كندية.

## روابط خارجية
- هانا شيزمان على موقع IMDb (الإنجليزية)
- هانا شيزمان على موقع روتن توميتوز (الإنجليزية)
- هانا شيزمان على موقع أول موفي (الإنجليزية)
- هانا شيزمان على موقع قاعدة بيانات الفيلم (الإنجليزية)